# Ropicosybra multipunctata
Ropicosybra multipunctata là một loài bọ cánh cứng trong họ Cerambycidae.